# Plesioagathomerus
Plesioagathomerus es un género de escarabajos  de la familia Megalopodidae. Habita en Argentina. Monros lo describió en 1945. Contiene las siguientes especies:
- Plesioagathomerus atrodiscalis (Pic, 1947)
- Plesioagathomerus bilineatus (Pic, 1947)
- Plesioagathomerus canus (Monros, 1945)
- Plesioagathomerus vittatus (Monros, 1945)